# رابرت فون لیبن
 رابرت فون لیبن (آلمانی: Robert von Lieben؛ زاده ۵ سپتامبر ۱۸۷۸ درگذشته ۲۰ فوریهٔ ۱۹۱۳) یک فیزیک‌دان اهل اتریش بود.